# Marc-André Charguéraud
 (10 août 2025).
Le texte peut changer fréquemment, n’est peut-être pas à jour et peut manquer de recul. N’hésitez pas à participer, en veillant à citer vos sources.
Marc-André Charguéraud, nom de plume d'André Charguéraud, né le 30 septembre 1924 à Boulogne-Billancourt et mort le 10 août 2025 est un chef d'entreprise et historien franco-suisse, auteur de nombreuses enquêtes sur l'attitude de diverses nations et institutions religieuses ou humanitaires internationales face à la Shoah. 

## Biographie
Né à Boulogne-Billancourt le 30 septembre 1924, il effectue une partie de sa scolarité secondaire au Chambon-sur-Lignon où il est un témoin direct des opérations de sauvetage des Juifs par les habitants de la commune.
Combattant volontaire dans les troupes françaises dès 1944, il est diplômé de sciences politiques et de droit (Paris) et obtient un Master of Business Administration à l'université Harvard. Il dirige plusieurs entreprises, comme Bull, Gemini, ou SGS, en France, en Allemagne et en Suisse,.
Il est cofondateur du musée international de la Réforme à Genève. Il se consacre également à l'écriture, et est notamment l'auteur de cinq livres sur l'histoire de la Shoah.
Marc-André Charguéraud meurt le 10 août 2025 dans sa 101e année.

## Publications
- Tous coupables. Les démocraties occidentales et les communautés religieuses face à la détresse juive, Ed. du Cerf/Labor et Fides, 1998.
- L'Étoile jaune et la Croix-Rouge. Le Comité international de la Croix-Rouge et l'Holocauste, 1939-1945, éd. du Cerf/Labor et Fides, 1999
- « Lettre ouverte au professeur Saul Friedländer », Le Temps,‎ 24 décembre 1999 (lire en ligne )
- Silences meurtriers. Les Alliés, les Neutres et l'Holocauste. 1940-1945, éd. du Cerf/Labor et Fides, 2001.
- La Suisse présumée coupable, éd. L'Age d'Homme, 2001.
- Avec Jean-Philippe Chenaux, La Suisse, la 2e guerre mondiale et la crise des années 90 - Les conditions de la survie, Lausanne, éd. Cahiers de la Renaissance vaudoise, 2002.
- Les Papes, Hitler et la Shoah, 1932-1945, éd. Labor et Fides, 2002.
- Le Banquier américain de Hitler, éd. Labor et Fides, 2004.
- La Suisse lynchée par l'Amérique, Lettre ouverte au juge Korman, 1998-2004, éd. Labor et Fides, 2005.
- Survivre. Français, Belges, Hollandais et Danois face à la Shoah, 1939-1945, éd. du Cerf/Labor et Fides. 2006
- Le Martyre des survivants de la Shoah, 1945-1952, éd. du Cerf/Labor et Fides, 2009, 283 p.
- Cinquante idées reçues sur la Shoah. Tome premier, Ed Labor et Fides, 2012, 289 p.
- Cinquante idées reçues sur la Shoah. Tome deuxième, Ed Labor et Fides, 2013, 276 p.
- Noura. Une émigrée dans la tourmente : Alger 1969 -Paris 1991. Ed de l'Harmattan 2014. 277 p.
- Deux familles dans le piège nazi, en France et en Allemagne (1935-1945), Paris, L'Harmattan, 2017
- Le Monde occidental et la Shoah (préf. Richard Prasquier), Genève, Labor et Fides, 2024, 269 p. (ISBN 978-2-8309-1813-7)